# HotchPotchi
Hotch Potchi（ハッチ ポッチ）は、スターダストプロモーションに所属していた男性グループである。
スターダストプロモーションの「ボーイズオーディション」をきっかけに結成され、ライブやイベント出演を中心に活動していた。

## 来歴
2004年
- 12月頃 - 黒川洋介・川﨑健・火向俊平・神谷隼也人の4人で結成。毎週日曜日に渋谷NHKホール付近で路上ライブを行うようになる。

2005年
路上ライブに加え、所属事務所のライブ「Clap!」などで活動。オリジナル楽曲「空気を読め!」「空気を読んで」を配信で発表。
- 7月25日 - 公式ブログ開設。

2006年
- 5月 - 火向が脱退。
- 11月 - 弟分が結成され、福山聖二・越山凌太・仙道直也・神崎竜之祐が加入。
- 12月 - 新曲「Bow Wow」配信。

2007年
- 1月 - 弟分に井澤勇貴が加入。
- 4月4日 - 原宿アストロホールにて初の単独ライブを開催。同時期からオリジナル楽曲「ダメダメ Bad Boys」の配信が始まる。
- 6月 - 神谷と弟分と仙道・神崎のプロフィールがオフィシャルサイトから消え、脱退が明らかになる。井澤・越山が弟分から正式メンバーとなる。
- 7月3日 - 同月29日をもって路上ライブを一旦終了すると発表[1]。
- 8月8日 - 黒川・越山・井澤・川﨑・福山の5人と『ペット大集合!ポチたま』に出演中のマスコット犬・ネロ君と一緒に「ハッチポッチとネロくん」としてシングル「Surfin' Dog」でデビュー。
- 8月9日 ２回目のワンマンライブをラフォーレミュージアム原宿にて開催。
- 10月1日 - 新メンバー候補の募集を告知[2]。
- 12月5日 - HotchPotchiとしてのデビューシングル「こんにちワンからワンツースリー」をリリース。この時点で川﨑・福山が脱退していた。
- 12月22日、23日 - ステラボールにて行われた韓国のアーティストFTIslandのコンサートにゲスト出演する。

2008年
- 3月31日 -　原宿アストロホールにて行われた単独ライブを最後に黒川が脱退。
- 6月8日 - 弟分として志村勇樹・大澤歩佳・森下雅也の加入が、公式ブログで発表される。

2009年
- 4月21日 - オフィシャルブログにてグループの解散が発表される[3]。

## メンバー
- 越山凌太
- 井澤勇貴

### 弟分
- 志村勇樹
- 森下雅也
- 大澤歩佳

### マスコット犬
- ハッチくん
- ポッチくん

### 途中脱退メンバー
- 黒川洋介
- 神谷隼也人
- 火向俊平
- 川﨑健

弟分
- 仙道直也
- 神崎竜之祐
- 福山聖二

## 出演

### ラジオ番組
- ハッチポッチのポッチ・ラジ（2005年10月 - 2006年、コミュニティFM）
- ハッチポッチのがぜん強めで!（2005年10月 - 2006年9月30日、CBCラジオ）
- WE LOVE Hotch Potchi（2007年4月 - 2009年3月、CBCラジオ）

## ディスコグラフィー

### CDシングル
1. Surfin'Dog（2007年8月8日） - テレビ東京系『ペット大集合!ポチたま』ネロくんテーマソング
2. こんにちワンからワンツースリー（2007年12月5日）

### 配信
- 空気を読め!（2005年）
- 空気を読んで（2005年）
- 風雪(2005年)
- Bow Wow（2006年）
- ダメダメBad Boys（2007年）

### ライブ発表のみの楽曲
- 蘭
- Bang! Bang! Bang!
- 香り
- 笑み
- 合い言葉はLove is all